# فیروز شیخ‌حسنی
فیروز شیخ حسنی (زاده ۱ خرداد ۱۳۳۱ تکیه ناوه، طالقان - درگذشته ۳۱ شهریور ۱۳۵۹ دزفول) خلبان هواپیمای جنگنده نورثروپ اف-۵ نیروی هوایی ارتش جمهوری اسلامی ایران بود.

## زندگی‌نامه
فیروز شیخ حسنی فرزند حمزه در اول خرداد ماه ۱۳۳۱ در شهرستان طالقان در روستای تکیه ناوه، درست زمانی که مادرش برای ییلاق به دیار خود بازگشته بود، زاده شد و در سن ۳ سالگی به دلیل شرایط شغلی پدرش که ارتشی بود، همراه خانواده‌اش از تهران به تنکابن نقل مکان کرد. وی در سن شش سالگی در دبستان رودکی تنکابن  واقع در محله خوبان رزگاه، تحصیلات دوره ابتدایی را آغاز نمود و پس از گذراندن سه سال از دوران تحصیلش به دلیل نقل مکان، در دبستان رضا پهلوی واقع در سبزه میدان، ثبت نام نمود و دوران ابتدایی را نیز در این دبستان به پایان رساند. دوران متوسطه را تا پایان کلاس یازدهم در رشته ریاضی در دبیرستان حافظ گذراند، اما از آنجایی که شهرستان تنکابن فاقد کلاس دوازده ریاضی بود، پدرش وی را به تهران فرستاد تا ادامه تحصیل دهد. او هنوز امتحانات ثلث اول خود را به پایان نرسانده بود که پدرش درگذشت. فیروز با وجود این که می‌توانست به راحتی در دانشگاه‌های دیگر پذیرفته شود، ولی پس از قبولی در امتحانات دانشکده افسری با رتبه ی ممتاز، وارد این دانشگاه شد و پس از سه سال تحصیل به درجه ستوان دومی دست یافت. پس از پایان دوره آموزشی خلبانی مک‌دانل داگلاس اف-۴ فانتوم ۲ در ایران، برای ادامه تحصیل در سال ۱۳۵۳ به آمریکا رفت و به مدت دو سال در آنجا با گذراندن دوره خلبانی نورثروپ اف-۵ تحصیلات خود را تکمیل نمود. در سال ۱۳۵۵ با دختر یکی از همکارانش که در پایگاه چهارم شکاری وحدتی دزفول مشغول به خدمت بود، ازدواج کرد که حاصل این ازدواج یک فرزند دختر می‌باشد. زمانی که به وطن بازگشت در پایگاه شکاری وحدتی دزفول به عنوان استاد خلبان مشغول به آموزش خلبان‌های دیگر شد و در کنار آن نیز فرماندهی اطلاعات پرواز پایگاه دزفول را نیز عهده‌دار بود. در سال ۱۳۵۷ برای دومین بار جهت گذراندن دوره‌های پیشرفته پرواز و دوره بازرسی ایمنی، همراه خانواده‌اش راهی آمریکا شد و در تیر ماه ۱۳۵۸ به کشور بازگشت. بعد از آن وی دوباره به پایگاه چهارم شکاری وحدتی دزفول بازگشت. در روز ۳۱ شهریور ۱۳۵۹ با شروع جنگ ایران و عراق پایگاه هوایی دزفول بمباران شد. شیخ حسنی که به عنوان رئیس بازرسی و ایمنی پایگاه در حال انجام وظیفه بود که هواپیمای عراقی حمله دوم را انجام دادند و خلبان فیروز شیخ حسنی مورد اصابت ترکش های میگ های عراقی قرار گرفت و به درجه رفیع شهادت نائل آمد و به عنوان اولین شهید خلبان جنگ ایران و عراق لقب گرفت، روحش شاد و یادش گرامی.

## اطلاعات تکمیلی
از وی به عنوان اولین خلبان ایرانیِ کشته شده در جنگ ایران و عراق یاد می‌شود. وی در پایگاه چهارم شکاری وحدتی دزفول، در سِمَت رئیس بازرسی ایمنی، استاد خلبان و فرمانده اطلاعات پرواز مشغول به کار بود.

## جایزه‌ها و نشان‌های افتخار
این بخش شامل نشان‌ها و جایزه‌های رسمی وی است که بر روی لباس همسان وی نصب گردیده بوده‌است.
| آرم‌های سینه |          |
| آجا         | خلبان F4 |

| آرم‌های بازو |
| نهاجا       |